# Shonzhy
Shonzhy är en ort i Kazakstan.   Den ligger i oblystet Almaty, i den sydöstra delen av landet, 1 000 km sydost om huvudstaden Astana. Shonzhy ligger 763 meter över havet och antalet invånare är 18 298.
Terrängen runt Shonzhy är lite kuperad, och sluttar norrut. Runt Shonzhy är det mycket glesbefolkat, med 6 invånare per kvadratkilometer. Trakten runt Shonzhy består i huvudsak av gräsmarker.